# Kanadai férfi jégkorong-válogatott
A kanadai férfi jégkorong-válogatott Kanada nemzeti csapata, amelyet a Kanadai Jégkorongszövetség (angolul: Hockey Canada) irányít. 1920 és 1963 között az országot felnőtt amatőr csapatok képviselték, a válogatottat 1963-ban hozták létre. 1972 óta Team Canada becenéven ismert.
A kanadai csapat a világ élmezőnyébe tartozik, minden idők legsikeresebb válogatottja. Tagja a hat legerősebb válogatott nagy hatosnak nevezett nem hivatalos csoportjának Csehország, az Egyesült Államok,  Finnország, Oroszország és Svédország mellett. Már a legelső világbajnokságon és olimpián is szerepeltek. A válogatott 28-szor nyerte meg a világbajnokságot (ebből 6 egyben olimpiai is volt) és 9-szer az olimpiai játékok jégkorongtornáját. Sosem esett ki a világbajnokság főcsoportjából.

## Eredmények

### Világbajnokság
1920 és 1968 között a téli olimpia minősült az az évi világbajnokságnak is. Ezek az eredmények kétszer szerepelnek a listában.
- 1920 –  Aranyérem
- 1924 –  Aranyérem
- 1928 –  Aranyérem
- 1930 –  Aranyérem
- 1931 –  Aranyérem
- 1932 –  Aranyérem
- 1933 –  Ezüstérem
- 1934 –  Aranyérem
- 1935 –  Aranyérem
- 1936 –  Ezüstérem
- 1937 –  Aranyérem
- 1938 –  Aranyérem
- 1939 –  Aranyérem
- 1940 és 1946 között a II. világháború miatt nem rendeztek vb-t
- 1947 –  nem vett részt
- 1948 –  Aranyérem
- 1949 –  Ezüstérem
- 1950 –  Aranyérem
- 1951 –  Aranyérem
- 1952 –  Aranyérem
- 1953 –  nem vett részt
- 1954 –  Ezüstérem
- 1955 –  Aranyérem
- 1956 –  Bronzérem
- 1957 – nem vett részt
- 1958 –  Aranyérem
- 1959 –  Aranyérem
- 1960 –  Ezüstérem
- 1961 –  Aranyérem
- 1962 –  Ezüstérem
- 1963 – 4. hely
- 1964 – 4. hely
- 1965 – 4. hely
- 1966 –  Bronzérem
- 1967 –  Bronzérem
- 1968 –  Bronzérem
- 1969 – 4. hely
- 1970 és 1976 között nem vett részt a világbajnokságokon
- 1977 – 4. hely
- 1978 –  Bronzérem
- 1979 – 4. hely
- 1981 – 4. hely
- 1982 –  Bronzérem
- 1983 –  Bronzérem
- 1985 –  Ezüstérem
- 1986 –  Bronzérem
- 1987 – 4. hely
- 1989 –  Ezüstérem
- 1990 – 4. hely
- 1991 –  Ezüstérem
- 1992 – 8. hely
- 1993 – 4. hely
- 1994 –  Aranyérem
- 1995 –  Bronzérem
- 1996 –  Ezüstérem
- 1997 –  Aranyérem
- 1998 – 6. hely
- 1999 – 4. hely
- 2000 – 4. hely
- 2001 – 5. hely
- 2002 – 6. hely
- 2003 –  Aranyérem
- 2004 –  Aranyérem
- 2005 –  Ezüstérem
- 2006 – 4. hely
- 2007 –  Aranyérem
- 2008 –  Ezüstérem
- 2009 –  Ezüstérem
- 2010 – 7. hely
- 2011 – 5. hely
- 2012 – 5. hely
- 2013 – 5. hely
- 2014 – 5. hely
- 2015 –  Aranyérem
- 2016 –  Aranyérem
- 2017 –  Ezüstérem
- 2018 – 4. hely
- 2019 –  Ezüstérem
- 2021 –  Aranyérem
- 2022 –  Ezüstérem
- 2023 –  Aranyérem

### Olimpiai játékok
- 1920 –  Arany
- 1924 –  Arany
- 1928 –  Arany
- 1932 –  Arany
- 1936 –  Ezüst
- 1948 –  Arany
- 1952 –  Arany
- 1956 –  Bronz
- 1960 –  Ezüst
- 1964 – 4. hely
- 1968 –  Bronz
- 1972-ben és 1976-ban nem vett részt
- 1980 – 6. hely
- 1984 – 4. hely
- 1988 – 4. hely
- 1992 –  Ezüst
- 1994 –  Ezüst
- 1998 – 4. hely
- 2002 –  Arany
- 2006 – 7. hely
- 2010 –  Arany
- 2014 –  Arany
- 2018 –  Bronz
- 2022 – 6. hely

### Kanada-kupa/Világkupa
- 1976 –  Arany
- 1981 –  Ezüst
- 1984 –  Arany
- 1987 –  Arany
- 1991 –  Arany

- 1996 –  Ezüst
- 2004 –  Arany
- 2016 –  Arany